# Maria Böttche
Maria Böttche (* 1981 in Brandenburg an der Havel) ist eine deutsche Psychologin, Psychologische Psychotherapeutin, Sachbuchautorin und Hochschullehrerin.

## Leben und Wirken
Maria Böttche wurde in Brandenburg an der Havel geboren. 2000 legte sie am von Saldern-Gymnasium ihr Abitur ab und studierte anschließend an der Humboldt-Universität zu Berlin Psychologie.
Nach dem Studienabschluss arbeitete sie unter anderem an der Freien Universität Berlin als wissenschaftliche Mitarbeiterin. Sie widmet sich wissenschaftlich der Traumabewältigung von Kriegsopfern. Schwerpunkte ihrer Arbeit sind die Behandlung komplexer Traumafolgestörungen. 
Sie promovierte zum Thema posttraumatische Belastungsstörungen bei älteren Erwachsenen und hat seit Mai 2023 eine Juniorprofessur für E-Mental Health und Transkulturelle Psychologie im Fachbereich Erziehungswissenschaft und Psychologie an der Freien Universität Berlin inne.
Maria Böttche arbeitet beispielsweise am internetbasierten Projekt Lebenstagebuch, das im Mai 2008 gestartet wurde. Das Projekt richtet sich an Menschen, die Jahrzehnte zuvor den Zweiten Weltkrieg miterlebt hatten und entsprechend traumatisiert wurden, über ihr Erlebtes zu reden. Das Internet sei ein alternativer Zugang für durch den Weltkrieg traumatisierte Menschen, seit Millionen dieses Medium nutzten. In Nachbeobachtungen des Projekts Lebenstagebuch wurde festgestellt, dass sich bei Beteiligten Symptome einer Posttraumatischen Belastungsstörung signifikant verbessert hatten.
Im Weiteren beschäftigt sich Böttche mit Traumatisierungen von Flüchtlingen im 21. Jahrhundert. Sie arbeitete am Berliner Behandlungszentrum für Folteropfer. Maria Böttche war an der Entwicklung zweier Apps namens Almhar und Smilers beteiligt, die speziell für Flüchtlinge gedacht sind, und die gegebenenfalls einen niedrigschwelligen Zugang zu psychologischer Hilfe bieten sollen. Smilers (Smartphone Mediated Intervention for Learning Emotional Regulation of Sadness) richtet sich an Menschen mit Fluchterlebnissen und depressiver Symptomatik, die noch im Nahen Osten in ihren Heimatländern oder Flüchtlingslagern leben. Sie ist auf Arabisch erhältlich.
Maria Böttche ist wissenschaftliche Co-Leiterin der Forschungsabteilung des Zentrums Überleben, das die Tätigkeiten des Behandlungszentrums für Folteropfer weiterführt. Weiterhin ist sie Vorsitzende der Deutschsprachigen Gesellschaft für Psychotraumatologie (DeGPT) und Co-Leiterin deren Arbeitsgruppe „Trauma und Migration“.

## Schriften (Auswahl)
als Hauptautorin
- mit Christine Knaevelsrud, Alexandra Liedl und Barbara Abdallah-Steinkopff: Psychotherapie mit Flüchtlingen – neue Herausforderungen, spezifische Bedürfnisse. Das Praxisbuch für Psychotherapeuten und Ärzte. Schattauer, Stuttgart 2017, ISBN 978-3-7945-3195-0.
- mit Christine Knaevelsrud und Birgit Wagner: Online-Therapie und -Beratung. Ein Praxisleitfaden zur onlinebasierten Behandlung psychischer Störungen. Hogrefe, 2016, ISBN 978-3-8017-2562-4.
- mit Raphael Cuadros und Nadine Stammel: Traumasensibel arbeiten in der Freiwilligenhilfe für Menschen mit Fluchterfahrung. Eine Trainingsanleitung. Freie Universität Berlin, 2019.

Kapitel in Büchern anderer Herausgeber
- mit Christine Knaevelsrud: Posttraumatische Belastungsstörung. In: E. L. Brakemeier, F. Jacobi (Hrsg.): Verhaltenstherapie in der Praxis. Beltz, Weinheim 2017, ISBN 978-3-407-95967-6, Kapitel 42, S. 534 bis 545.
- mit Christine Knaevelsrud: Die Narration des Traumas als therapeutischer Ansatz am Beispiel der Integrativen Testimonial Therapie. In: C. E. Scheidt, G. Lucius-Hoene, A. Stukenbrock, E. Waller (Hrsg.): Narrative Bewältigung von Trauma und Verlust. Schattauer, 2014, ISBN 978-3-608-42963-3, S. 170 bis 182.
- mit Christine Knaevelsrud und Philipp Kuwert: Lebensrückblickstherapie bei Traumafolgestörungen. In: A. Maercker (Hrsg.): Der Lebensrückblick in Therapie und Beratung. Springer, Berlin 2013, ISBN 978-3-642-28198-3, S. 121 bis 137.
- mit Heide Glaesmer und Susan Sirau: Die Konsequenzen traumatischer Erfahrungen: Eine Lebensspannenperspektive. In: Günter H. Seidler, Harald J. Freyberger, Heide Glaesmer, Silke Brigitta Gahleitner (Hrsg.): Handbuch der Psychotraumatologie. 3., überarbeitete und erweiterte Auflage. Klett-Cotta, Stuttgart 2019, ISBN 978-3-608-96258-1, S. 568 bis 580.
- mit Philipp Kuwert und Christine Knaevelsrud: Gerontopsychotraumatologie. In: Andreas Maercker (Hrsg.): Traumafolgestörungen. 5. Auflage. Springer, Berlin 2019, ISBN 978-3-662-58469-9, S. 511 bis 526.
- mit Heide Glaesmer und Susan Sierau: Die Konsequenzen traumatischer Erfahrungen: Eine Lebensspannenperspektive. In: Günter H. Seidler, Harald J. Freyberger, Heide Glaesmer, Silke Brigitta Gahleitner (Hrsg.): Handbuch der Psychotraumatologie. 3. Auflage. Klett-Cotta, Berlin 2019, ISBN 978-3-608-94825-7.

## Auszeichnungen
- Zentraler Lehrpreis der Freien Universität Berlin 2018 mit Nadine Stammel und Raphael Cuadros für die Entwicklung eines Seminarkonzeptes mit dem Titel Erkennen von Traumatisierung bei Geflüchteten. Der Preis ist mit bis zu 10.000 Euro für die Umsetzung des Projekts dotiert.[19]